# Александр Михайлович (князь пронский)
Александр Михайлович (ок. 1295 — 1340, Переяславль-Рязанский) — князь Пронский (в 1340), единственный сын и наследник Михаила Ярославича Пронского.
В 1340 году Александр вёз в Орду дань. По пути был захвачен возвращавшимся оттуда двоюродным братом великим князем Рязанским Иваном Коротополом, заточён в Переяславле-Рязанском и затем убит.

## Семья
Отец: Михаил Ярославич — князь пронский (после 1327 — ранее 1340).
Дети:
- Ярослав (Дмитрий) — князь Пронский (1340—1342), великий князь Рязанский (1342—1344);

Предположительно:
- Иван[2] (ум. 1350 или 1351) — великий князь Рязанский.
- Василий[2] (ум. 1351) — князь пронский, великий князь рязанский (до 1349).
- Анна — супруга удельного князя брянского Дмитрия Ольгердовича.

По другой версии Иван, Василий и Анна были детьми великого князя Рязанского Александра Ярославича.